# Jonas Rudalevičius
Jonas Rudalevičius (ur. 26 kwietnia 1950 w Vilkabaliai) – litewski dyplomata i nauczyciel akademicki, w latach 1999–2000 minister.

## Życiorys
W 1973 ukończył studia z zakresu ekonomiki i organizacji budownictwa w Wileńskim Instytucie Inżynierii Budownictwa. Doktoryzował się z nauk społecznych w 1984. Pracował jako wykładowca i profesor macierzystej uczelni, przekształconej w międzyczasie w uniwersytet techniczny.
W 1991 został doradcą premiera Gediminasa Vagnoriusa do spraw współpracy gospodarczej z zagranicą. Od 1992 był radcą w ambasadzie Litwy w Niemczech, a od 1995 dyrektorem generalnym Stowarzyszenia Władz Lokalnych Litwy. W 1996 objął stanowisko wiceministra spraw zagranicznych. W latach 1999–2000 pełnił funkcję ministra do spraw reform administracji publicznej w pierwszym rządzie Andriusa Kubiliusa. Później do 2001 był urzędnikiem MSZ w randze ambasadora.
W latach 2001–2006 zajmował stanowisko ambasadora Litwy w Austrii z jednoczesną akredytacją na Słowację, Słowenię, Chorwację i Liechtenstein. Kolejne trzy lata pozostawał zatrudniony w departamencie konsularnym MSZ. Od 2009 do 2012 był stałym przedstawicielem Litwy przy ONZ i innych organizacjach międzynarodowych w Genewie. W 2012 objął placówkę dyplomatyczną w Szwajcarii, kierował nią do 2015.